# Maria trappgränd

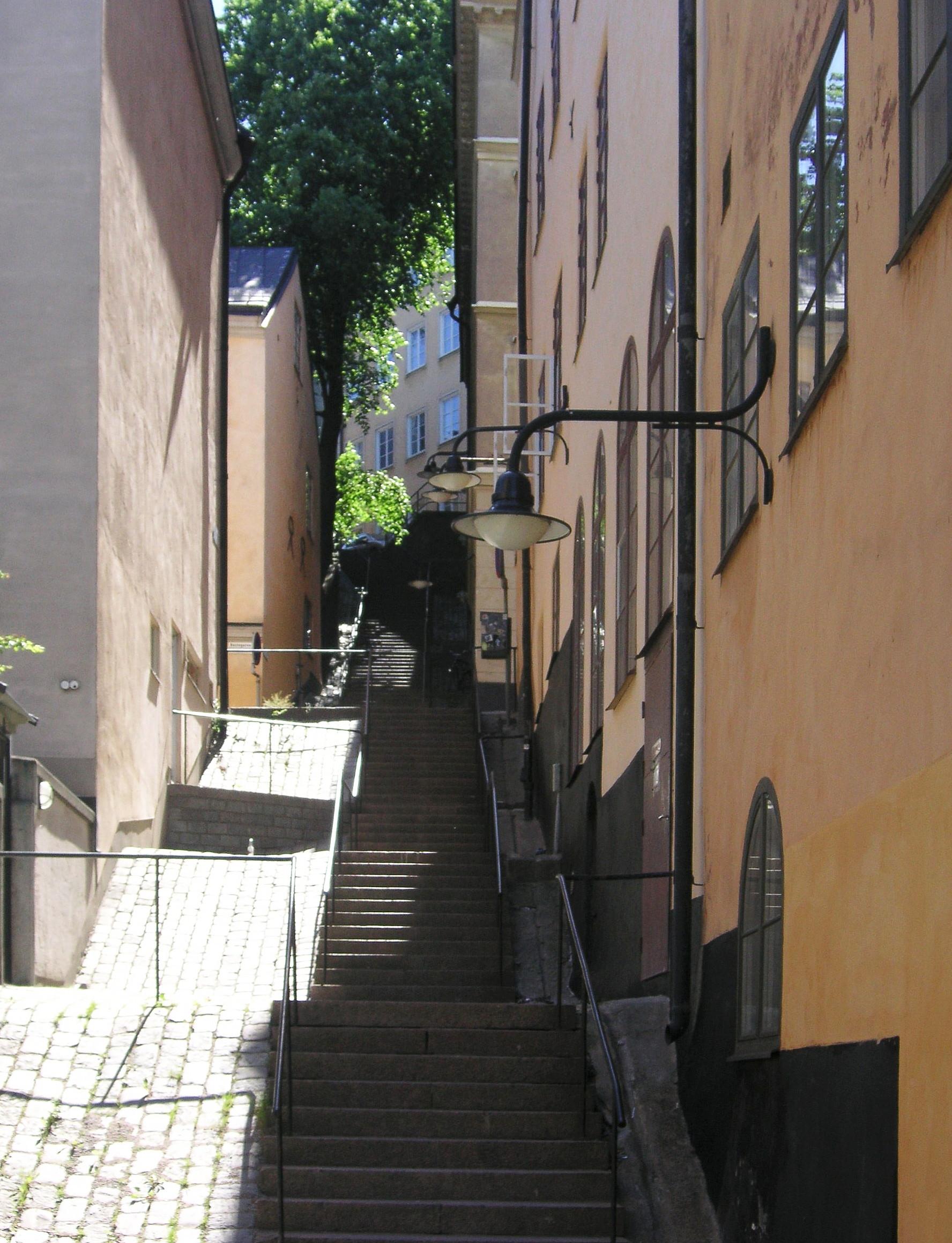
Maria trappgränd, södra del.

Maria Trappgränd är en gränd och en gata på  Mariaberget på Södermalm i Stockholm. Gränden förbinder Söder Mälarstrand med Hornsgatan. 

## Beskrivning
Gränden är cirka 150 meter lång. Den norra delen går huvudsakligen i trappor fram till Tavastgatan, medan den södra delen ansluter utan trappor till Hornsgatspuckeln.
Vid Stockholms stora namnrevision 1885 bestämdes namnet Maria Trappgränd, innan dess var namnet Trappgänden. 1679 omtalades den även som Trappe Stijgen och på 1700-talet förekom namnet Kyrkosteget, eftersom gränden når Hornsgatan mitt emot Maria Magdalena kyrka.

## Bilder

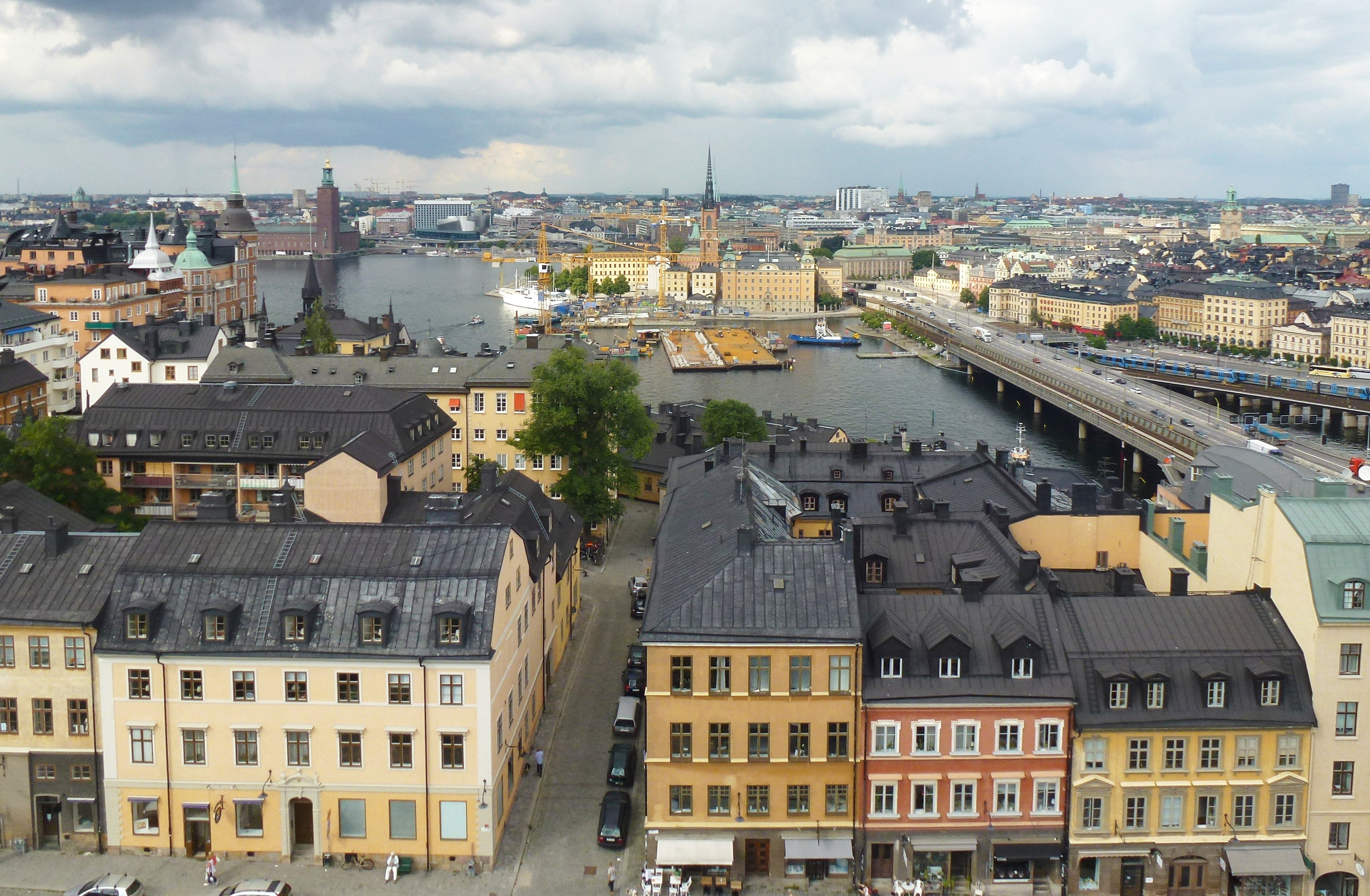
Maria trappgränd, norra del (mitt i bild).
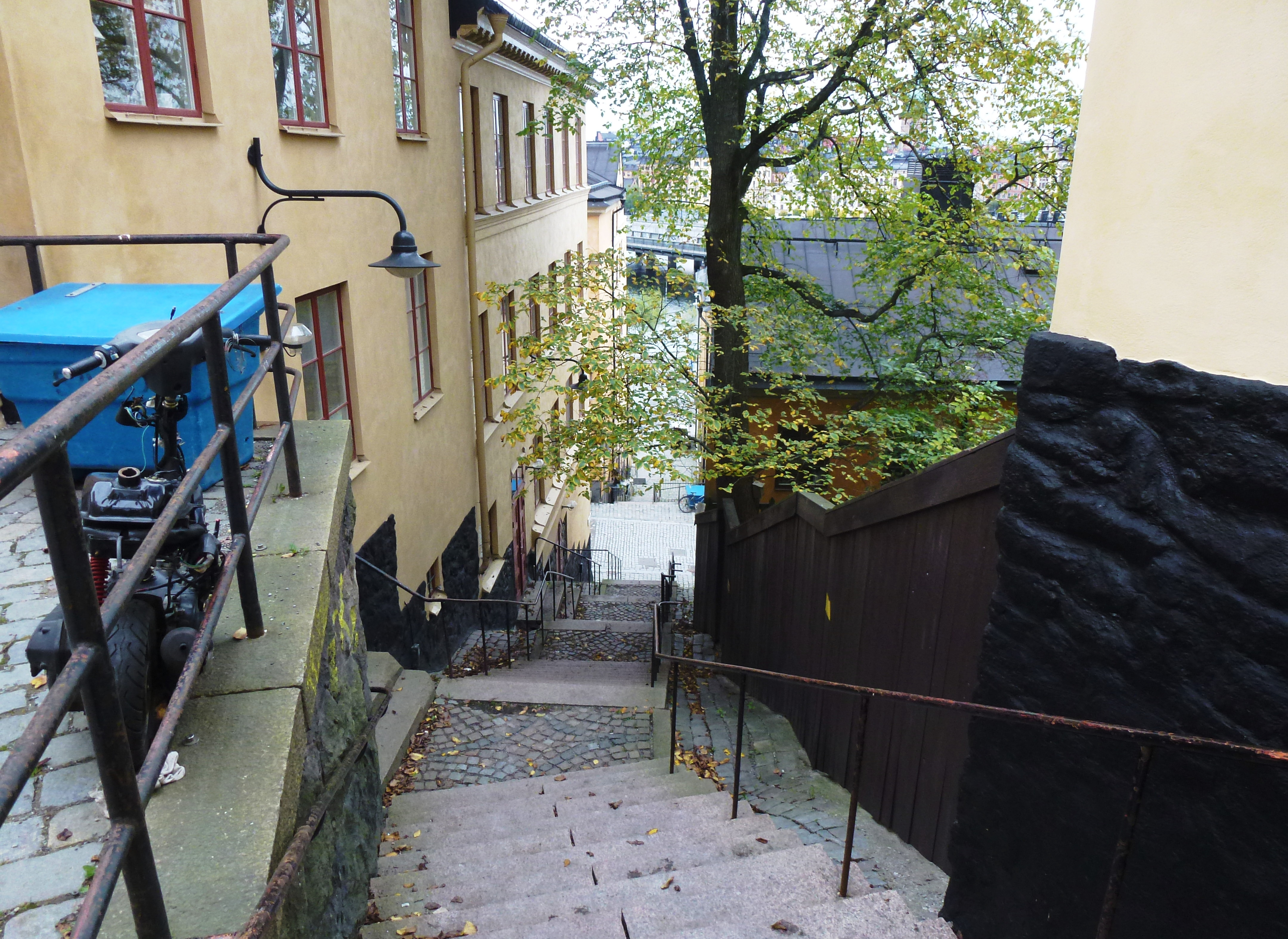
Trapporna ner till Söder Mälarstrand.
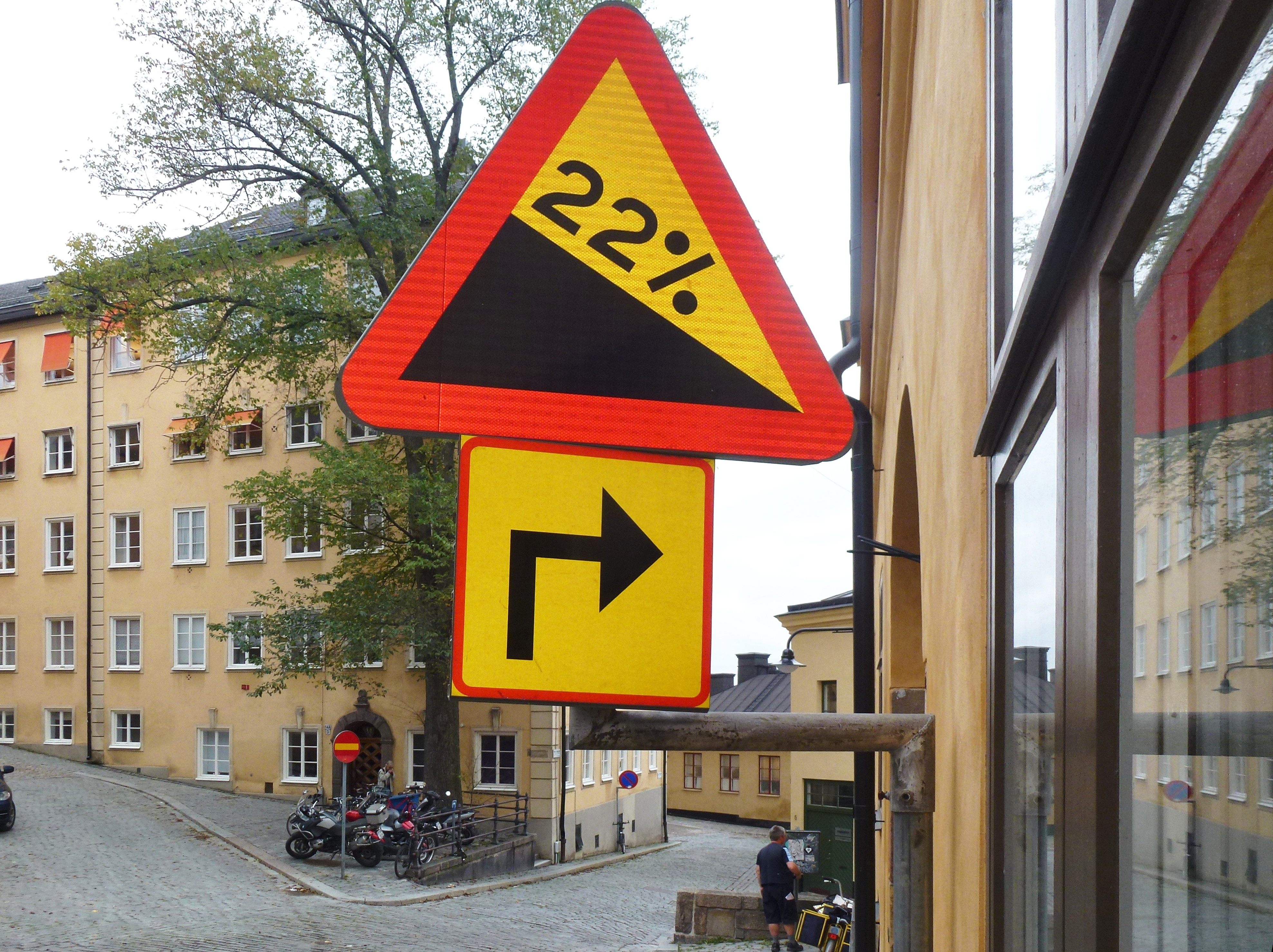
Skylt i Maria trappgränd för Brännkyrkagatans lutning.
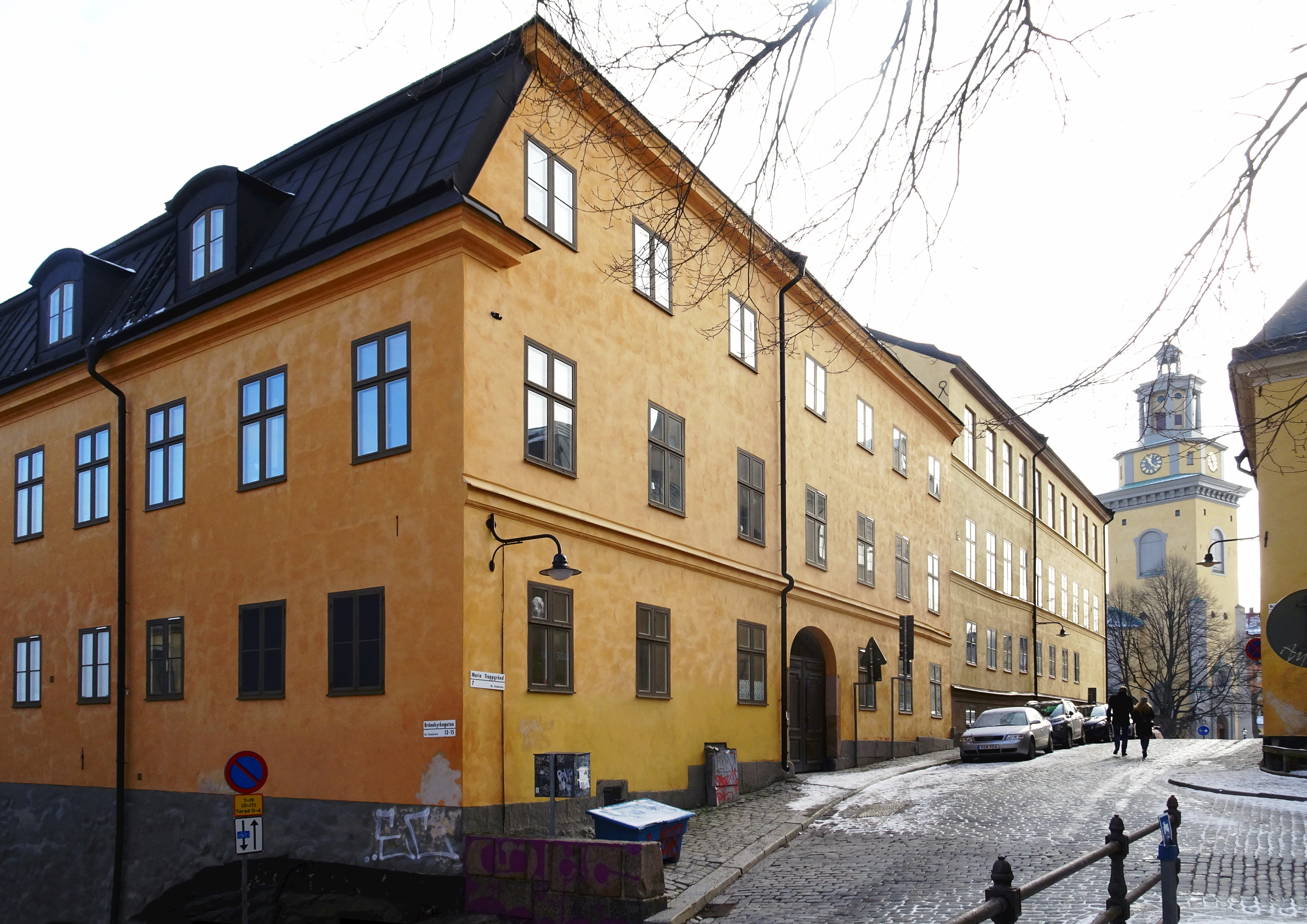
Mari trappgränd vid kvarteret Stenbocken.